# Creoleon chappuisi
Creoleon chappuisi är en insektsart som beskrevs av Navás 1936. Creoleon chappuisi ingår i släktet Creoleon och familjen myrlejonsländor. Inga underarter finns listade i Catalogue of Life.